# Paranisentomon linoculum
Paranisentomon linoculum är en urinsektsart som först beskrevs av Zhang och Yin 1981.  Paranisentomon linoculum ingår i släktet Paranisentomon och familjen trakétrevfotingar. Inga underarter finns listade i Catalogue of Life.